# Японский молочный хлеб
Японский молочный хлеб (яп. 食パン, сёкупан), также называемый молочным хлебом Хоккайдо или Пай Бао, — мягкий белый хлеб, который обычно продаётся в азиатских пекарнях, особенно в японских. Хотя хлеб не является традиционной японской едой, он был широко представлен после Второй мировой войны, и эта рецептура стала популярной.

## История
Мягкий белый хлеб популярен в Азии, особенно в Японии, и имеет там статус кустарной еды. Хлеб не был традиционным продуктом питания в Японии, но он стал использоваться там в кулинарии после того, как американцы в ответ на нехватку риса в Японии после Второй мировой войны отправляли в качестве гуманитарной помощи пшеницу. Этот рецептура хлеба стала популярна за пределами Азии в 2020-х годах.
Другие названия этого блюда — молочный хлеб Хоккайдо, Шокупан и Пай Бао. Шокупан переводится как «хлеб для еды», «пищевой хлеб» или «простой хлеб»; в Японии эта рецептура считается стандартным для страны хлебом, где он является частью завтрака или употребляется в качестве закуски. Его также продают во многих пекарнях азиатских стран.

## Описание
Кулинарный обозреватель New York Times Джулия Москин описывает его как «чудо инженерии: влажный, но не липкий, насыщенный, но лёгкий, сбалансированный между сладким и солёным». Он мягкий и слегка сладкий с плотным, нежным мякишем и жевательной текстурой. Он, как правило, мягче и слаще, чем обычный хлеб для сэндвичей, но не такой сладкий, как бриошь. The Guardian назвал его «анти-закваской».
По словам антрополога Энни Шэн, этот хлеб уникален «текстурой и ощущением во рту, когда вы впервые его откусываете, а также сладостью», и в Японии его описывают как fuwa fuwa, что переводится как «пушистый и как облако».

## Ингредиенты и техника
Тесто обогащается и создается с использованием пасты танчжун, типа ру. Использование танчжуна помогает сохранить хлеб свежим в течение более длительного периода.
Обычные ингредиенты этого хлеба включают в себя муку, цельное молоко, масло, дрожжи, соль, сахар и часто яйца. Танчжун готовится и охлаждается, затем смешивается с остальными ингредиентами и замешивается, чтобы сформировать мягкое, липкое тесто, которое часто делится и формируется в несколько рулетов и помещается крест-накрест в формы для хлеба, чтобы подняться перед выпечкой, в результате чего получается уникальный внешний вид. Коммерческие производители обычно выпекают его в форме буханки Пульмана. Домашние пекари, использующие открытую форму, получают другую, но все же уникальную форму.

## Использование и подача
Хлеб часто нарезают толстыми ломтиками и поджаривают или используют для приготовления сэндвичей. Также готовятся фруктовые сэндвичи.